# Chrystalla Chatzipolydorou
Chrystalla Chatzipolydorou (griechisch Χρυστάλλα Χατζηπολύδωρου; * 21. April 1993) ist eine zypriotische Leichtathletin, die sich auf den Hindernislauf spezialisiert hat.

## Sportliche Laufbahn
Erste internationale Erfahrungen sammelte Chrystalla Chatzipolydorou im Jahr 2019, als sie bei den Balkan-Meisterschaften in Prawez in 10:59,70 min die Bronzemedaille über 3000 m Hindernis hinter der Türkin Özlem Alıcı und Isavella Kotsachili aus Griechenland gewann. 2023 siegte sie in 11:02,11 mi bei den Spielen der kleinen Staaten von Europa (GSSE) in Marsa und gelangte anschließend bei der 2. Liga der Team-Europameisterschaft im Rahmen der Europaspiele in Chorzów in 10:58,32 min Zwölfte.
In den Jahren 2011 und von 2016 bis 2019 sowie 2021 und 2023 wurde Chatzipolydorou zyprische Meisterin im 3000-Meter-Hindernislauf.

## Persönliche Bestleistungen
- 3000 m Hindernis: 10:43,08 min, 16. Juni 2018 in Paralimni